# Ganseok (métro de Séoul)
Ganseok (hangeul : 간석 ; hanja : 間石) est une station de passage de la ligne 1 du métro de Séoul. Elle est située au 522-14, Seokjeong-ro, dans le quartier Ganseok-dong de l'arrondissement Namdong-gu, sur le territoire de la ville métropolitaine d'Incheon, à l'ouest de Séoul en Corée du Sud.
Ouverte en 1994, elle est desservie par les rames des services omnibus et express de la ligne 1.

## Situation sur le réseau

Plan du réseau (2023)

Établie en surface Ganseok est une station de passage de la ligne 1 du métro de Séoul : elle est située entre la station Dongam, en direction du terminus nord-est Yeoncheon, et la station Juan, en direction du terminus ouest Incheon,.

## Histoire
La station Ganseok est mise en service le 11 juillet 1994, sur la section dite ligne Gyeongin (ko) de la ligne 1 du métro de Séoul,,.

## Services aux voyageurs

### Accès et accueil
La station est située au 522-14, Seokjeong-ro, dans le quartier Ganseok-dong. Elle dispose de deux bouches numérotées 1 et 2.

### Desserte
Ganseok, est desservie par les rames de services omnibus et express de la ligne.

Installations
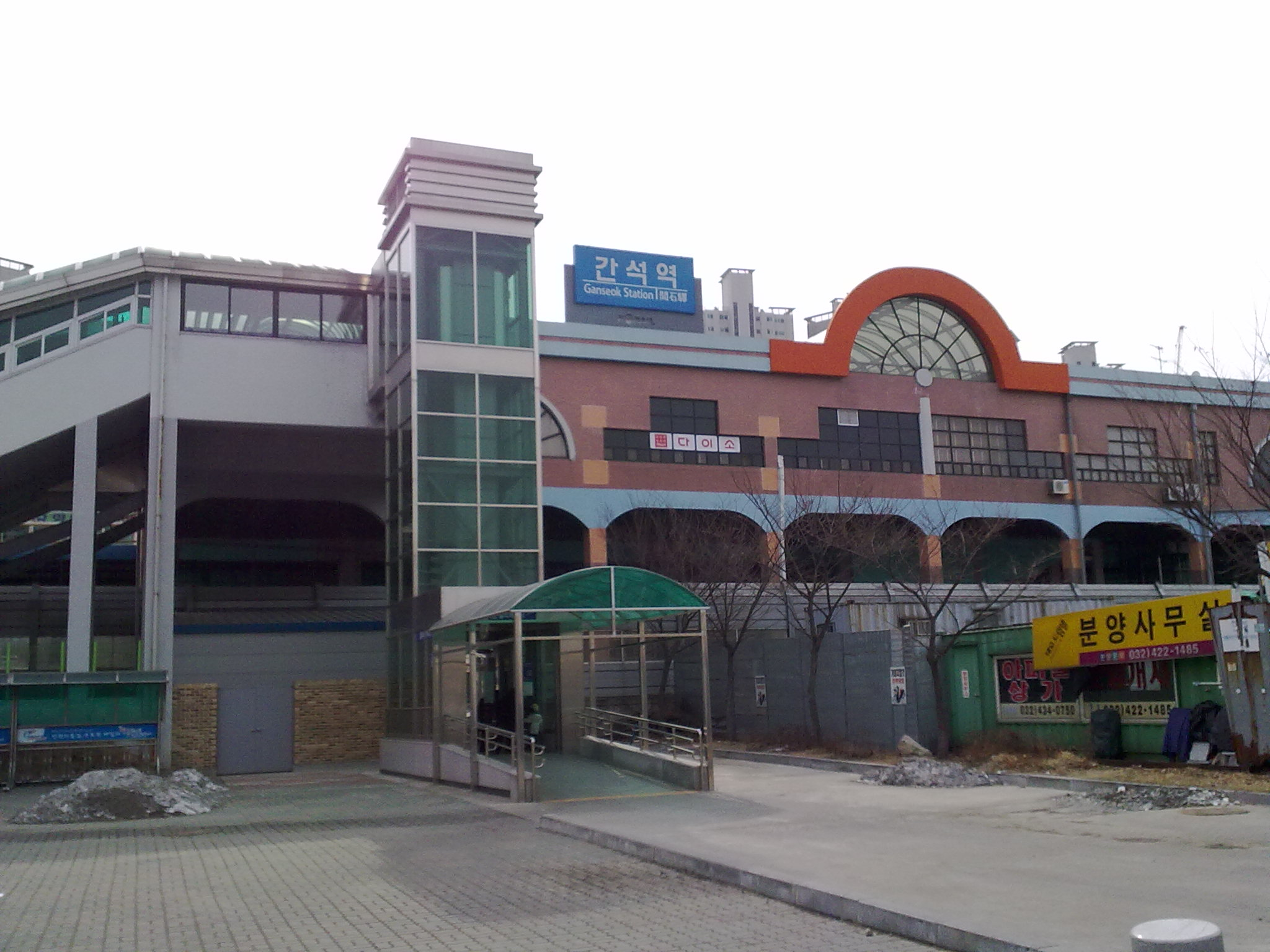
En 2011.
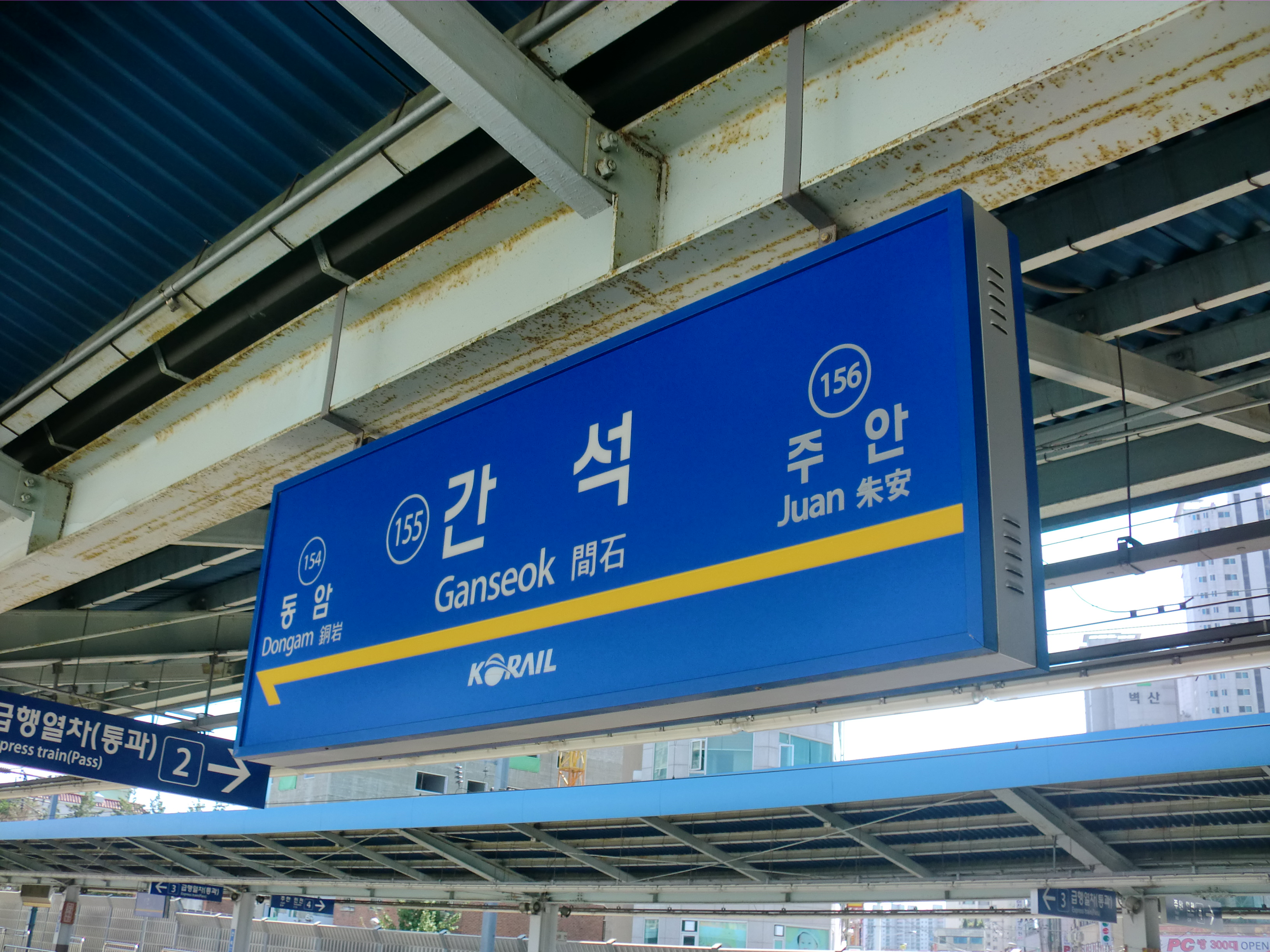
En 2015.

### Intermodalité
Des arrêts de bus sont situés à proximité.

## À proximité
Elle dessert notamment le collège et le lycées des filles et le lycée des garçons.